# Matuizos
Matuizos är en ort i Litauen. Den ligger i den södra delen av landet, 60 km sydväst om huvudstaden Vilnius. Matuizos ligger 127 meter över havet och antalet invånare är 1 312.
Terrängen runt Matuizos är platt. Runt Matuizos är det glesbefolkat, med 18 invånare per kvadratkilometer. Närmaste större samhälle är Varėna, 10,6 km sydväst om Matuizos. I omgivningarna runt Matuizos växer i huvudsak blandskog.